# Impatiens huangyanensis
Impatiens huangyanensis là một loài thực vật có hoa trong họ Bóng nước. Loài này được X.F. Jin & B.Y. Ding mô tả khoa học đầu tiên năm 2002.